# بيل كول
بيل كول (بالإنجليزية: Bill Cole) هو سياسي أمريكي، ولد في 16 مايو 1956 في بوسطن في الولايات المتحدة. حزبياً، نشط في الحزب الجمهوري. وقد انتخب عضو مجلس ولاية فيرجينيا الغربية.